# مادیارپولانی
مادیارپولانی (به مجاری:  Magyarpolány) یک شهرداری در مجارستان است که در ناحیه آیکا واقع شده‌است. مادیارپولانی ۲۶٫۹۷ کیلومتر مربع مساحت و ۱٬۱۹۸ نفر جمعیت دارد.